# Jack-o'-lantern
Pour les articles homonymes, voir Jack O'Lantern.
Une Jack-o’-lantern, citrouille-lanterne,, lanterne-citrouille, citrouille d'Halloween, lanterne d'Halloween, citrouille lumineuse, ou citrouille illuminée est un lampion fabriqué à partir d'un navet ou d'une citrouille évidée dans laquelle un visage, souvent grimaçant, a été découpé.

## Origine du terme
D’après le dictionnaire étymologique en ligne de Douglas Harper, l’expression anglaise jack-o’-lantern serait apparue vers 1660 pour signifier night-watchman (« garde de nuit », « veilleur ») et était utilisé dès 1670 comme variation locale de will-o-the-wisp en Est-Anglie et dans le sud ouest de l’Angleterre. D’après le même dictionnaire, le terme Will with the wisp serait apparu vers 1600, mais le dictionnaire ne cite aucune source écrite pour ces termes.
Il est probable qu’à l’origine, un jack-o’-lantern, connu aussi sous le nom de Jack with a lantern, Jack Lantern, Will with a whisp ou Will of the wisp, désignait simplement un feu follet. Abel Boyer notait par exemple dans son Dictionnaire royal francois-anglois (et anglois-francois) : « Jack with a Lantern (or Wil-with a wisp) Un feu follet, sorte de météor ». M. Lescallier donne une description similaire dans son Vocabulaire des termes de marine anglois et françois : « Jack with a lantern, voy. Saint Elme's fire ».
En effet, les feux follets sont de petites flammes dues à la combustion spontanée à l’air libre d’émanations conjointes de gaz contenant du méthane et du phosphore, émis par la décomposition de matières organiques telles que des cadavres, d’où leur présence dans les cimetières : ceci expliquerait que le folklore ancien les voyait comme la manifestation d’esprits ou d'âmes venues de l’autre monde.
De nombreux textes abondent dans ce sens. En 1790, dans sa comédie The Battle of Hexham, George Colman écrit « Has Jack Lantern e’er play’d tricks with thee? » En 1798, Tom Telescope écrit dans The Newtonian System of Philosophy « but I want to have an account of, is this same Jack-with-a-Lantern, which so haunts my Lord Marquis’s park, and t’other day led my friend Tom Wilson into a large pond ».
Quoi qu’il en soit, le terme est ancien puisqu’on le trouve déjà en 1704, dans A Tale of a Tub de Jonathan Swift : « Sometimes they would call Jack the Bald; sometimes Jack with a lantern; sometimes Dutch Jack; ».
Il est possible que la légende de Jack à la lanterne soit plus ancienne, mais elle appartiendrait à la tradition orale. On n’en trouve pas de retranscription avant le XIXe siècle.

## Description
Jack est probablement le personnage le plus populaire associé à la fête d’Halloween. Il provient d’un vieux conte irlandais et aurait été un maréchal-ferrant irlandais, avare, ivrogne, méchant et égocentrique. Un auteur en donne une version détaillée dans le Dublin Penny Journal (1835).

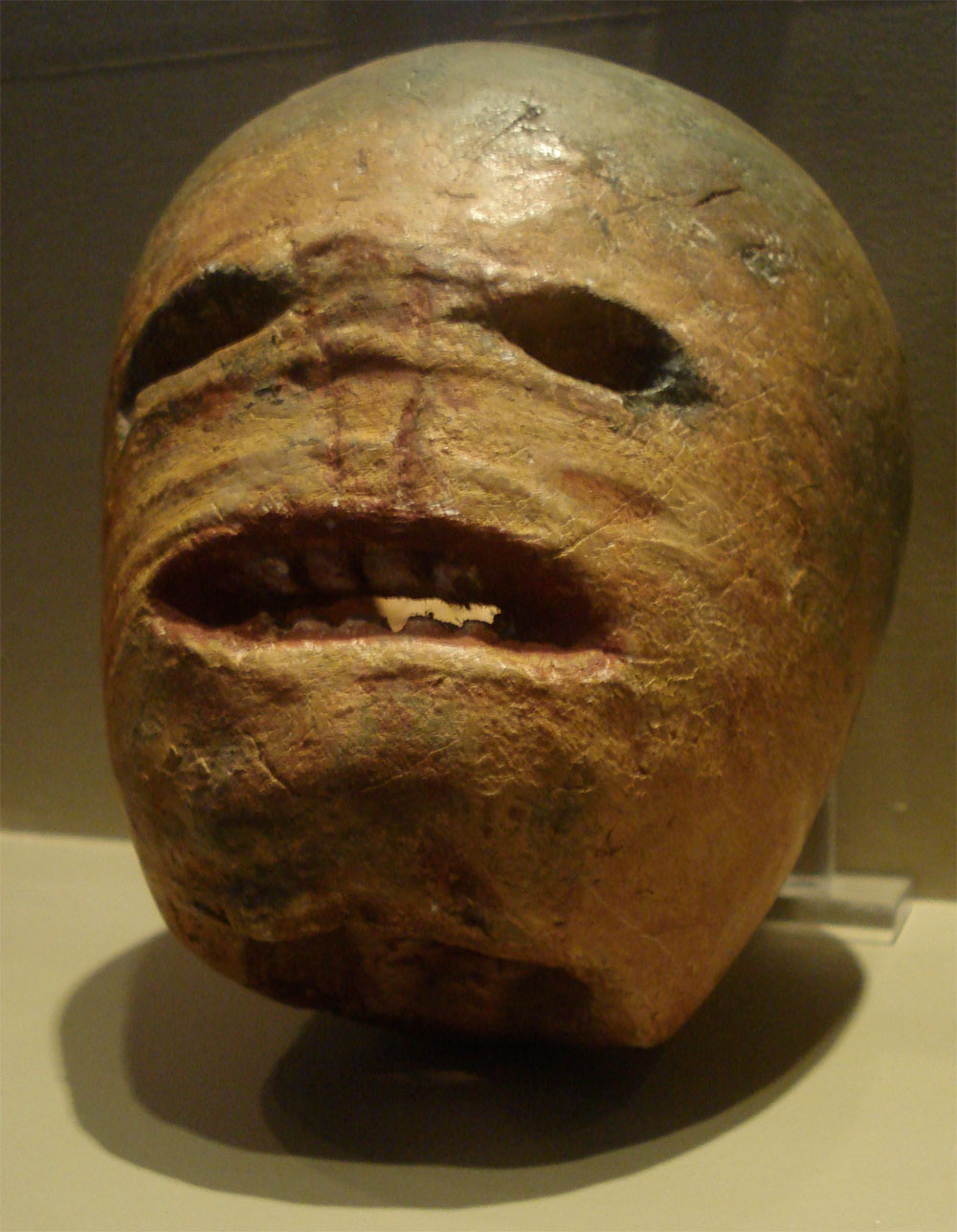
Une jack-o’-lantern traditionnelle (navet) irlandaise du début du XXe siècle exposée au Museum of Country Life.

Un soir, alors qu’il était dans une taverne, Jack bouscula le Diable. Ce dernier, comme il avait l'habitude de le faire, tenta de convaincre Jack de lui laisser son âme en échange de faveurs diaboliques. Sur le point de succomber, Jack demanda alors au Diable de lui offrir un dernier verre avant qu’il n’accepte le pacte. Le Diable se transforma alors en pièce de six pence afin de payer le tavernier. Prestement, Jack empoigna la pièce et la glissa dans sa bourse. Or, celle-ci contenait une croix d’argent : le Diable ne pouvant plus se transformer de nouveau, était prisonnier sous la forme de cette petite pièce. Jack obtint alors du Malin qu’il ne vienne pas réclamer son âme avant que ne se soit écoulé dix ans, ce que le Diable accepta. Dix ans plus tard, Jack rencontra le Diable sur une route de campagne : et ce dernier réclama son dû. Jack réfléchissant à toute allure dit alors « Je vais venir, mais d’abord pourrais-tu cueillir une pomme de cet arbre pour moi ? ». Le Diable grimpa sur les épaules de Jack et s’accrocha aux branches du pommier. Jack sortit alors son couteau et sculpte une croix sur le tronc de l’arbre. Le diable était de nouveau coincé. Le rusé maréchal-ferrant obtint alors du Diable la promesse qu’il ne prendrait jamais son âme. Sans autre solution, le Diable accepta et Jack effaça la croix du tronc.
Lorsque Jack mourut, l’entrée au Paradis lui fut refusée, à cause de sa vie d’ivrogne, et conformément à sa promesse, le Diable refusa également de le laisser entrer en Enfer. Jack réussit néanmoins à convaincre le Diable de lui donner un morceau de charbon ardent afin d’éclairer son chemin dans le noir. Il plaça alors le charbon dans un navet creusé en guise de lanterne, et se vit condamné à errer sans but jusqu’au jour du jugement dernier, avec sa lanterne. Il y gagna le surnom de Jack of the Lantern (« Jack à la lanterne » en anglais), ou Jack-o’-Lantern, et il réapparaît chaque année, le jour de sa mort, à Halloween.
Le terme « Jack à la lanterne » désignait à l’origine un veilleur de nuit ou quelqu’un portant une lanterne. La tradition irlandaise de creuser des navets lors de la nuit d’Halloween (en souvenir des âmes perdues comme celle de Jack) fut vite remplacée, lors de l’exode massif des Irlandais vers les Amériques en 1845-1850 (grande famine en Irlande) par celle de creuser des citrouilles qu’ils trouvèrent sur place. Cette tradition, plutôt campagnarde, ne s’est répandue partout aux États-Unis que depuis le début du XXe siècle. Les citrouilles utilisées sont d’une variété particulière de ce cucurbitacée orange, elles sont devenues rapidement le symbole principal de la fête d’Halloween grâce à leur forme régulière rappelant un visage, et à la facilité avec laquelle on peut les creuser.
Toutefois, le fait de creuser des têtes de mort dans des navets pour fabriquer des lampions, n’est pas une tradition exclusivement irlandaise et n’est pas associée qu’à Halloween.

## Galerie

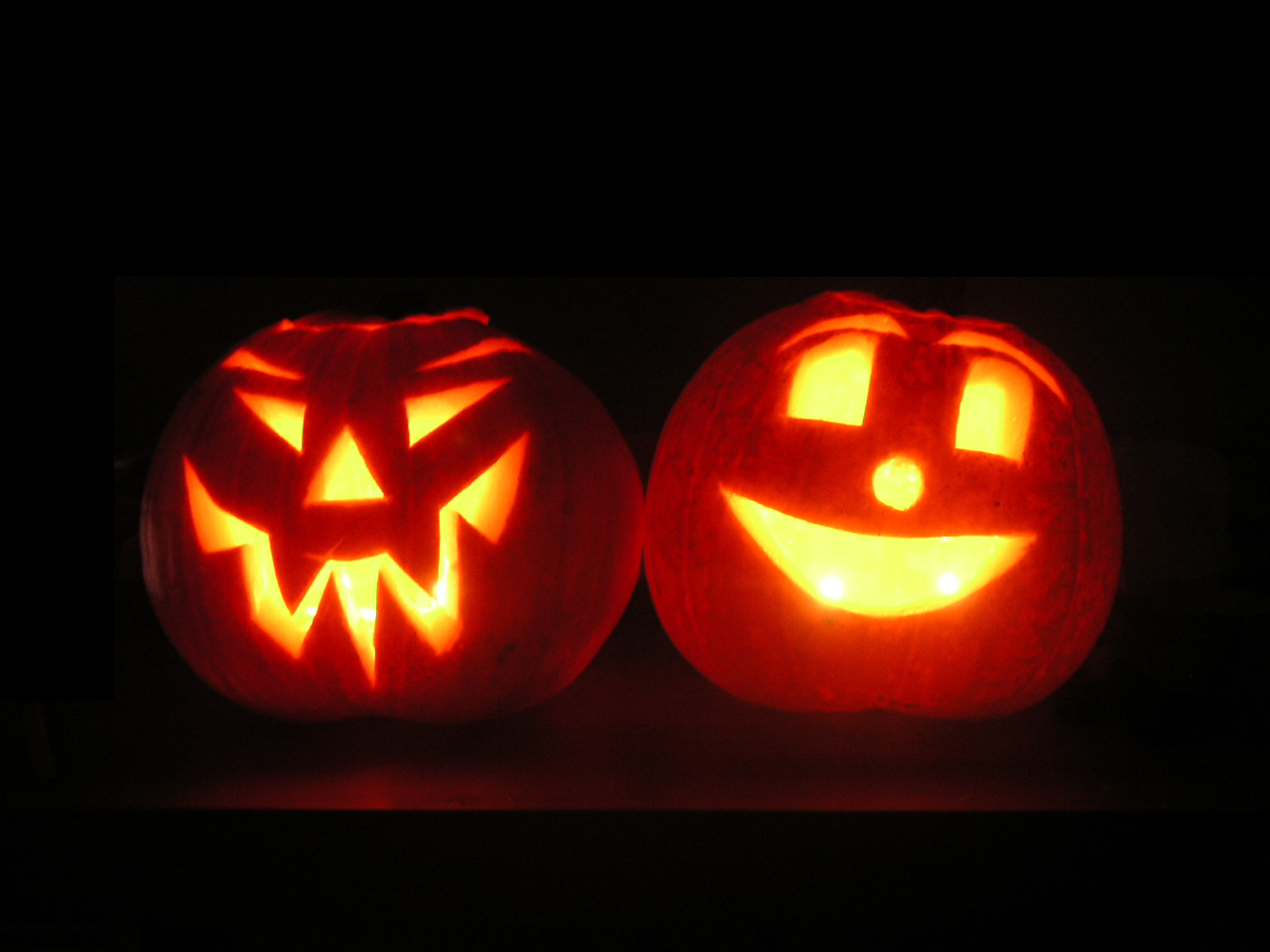
Deux citrouilles-lanternes.
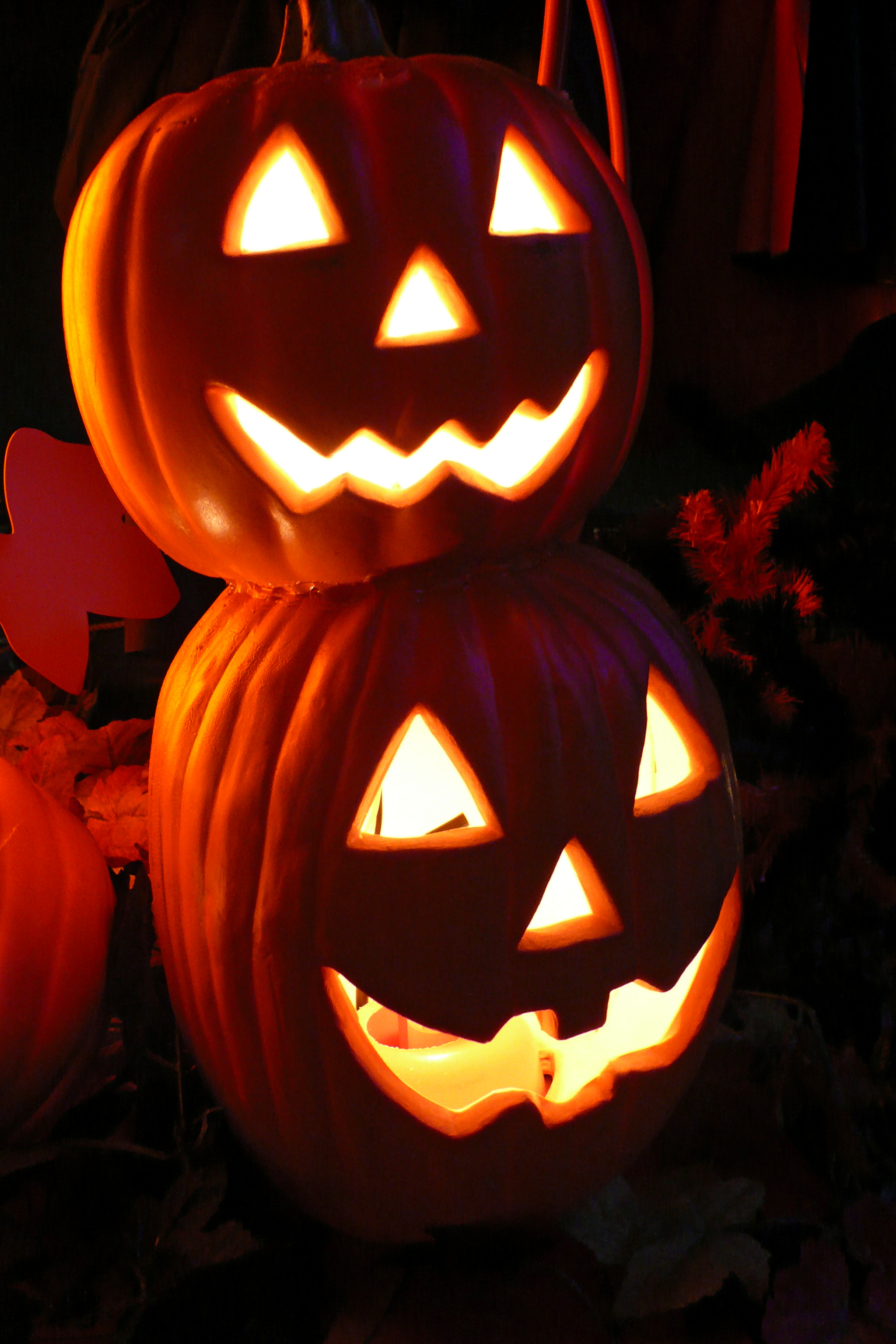
Pile de citrouilles d’Halloween.
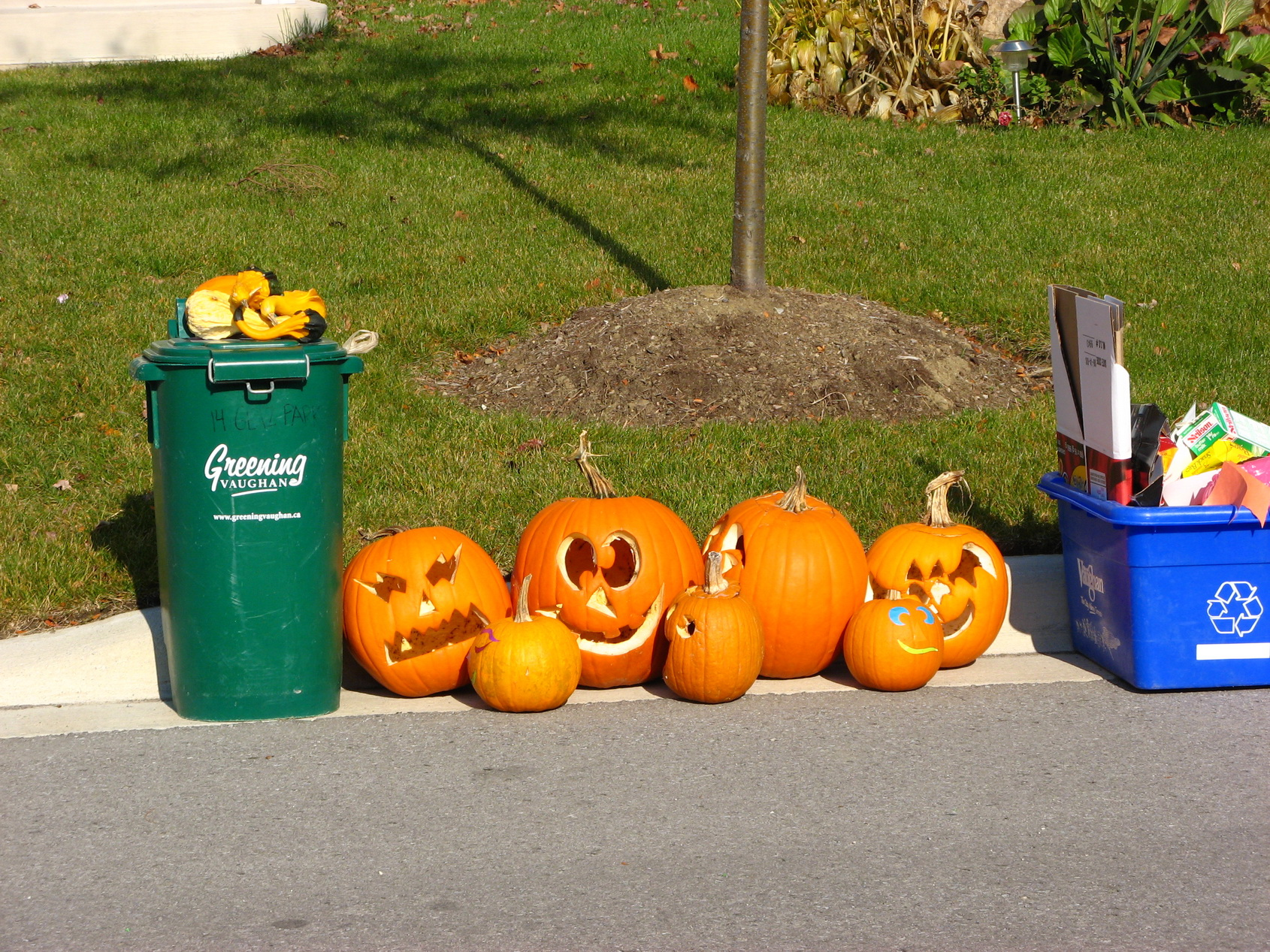
Citrouilles d’Halloween, après la fête.
Icône représentant une citrouille-lanterne (Jack-o’-lantern).
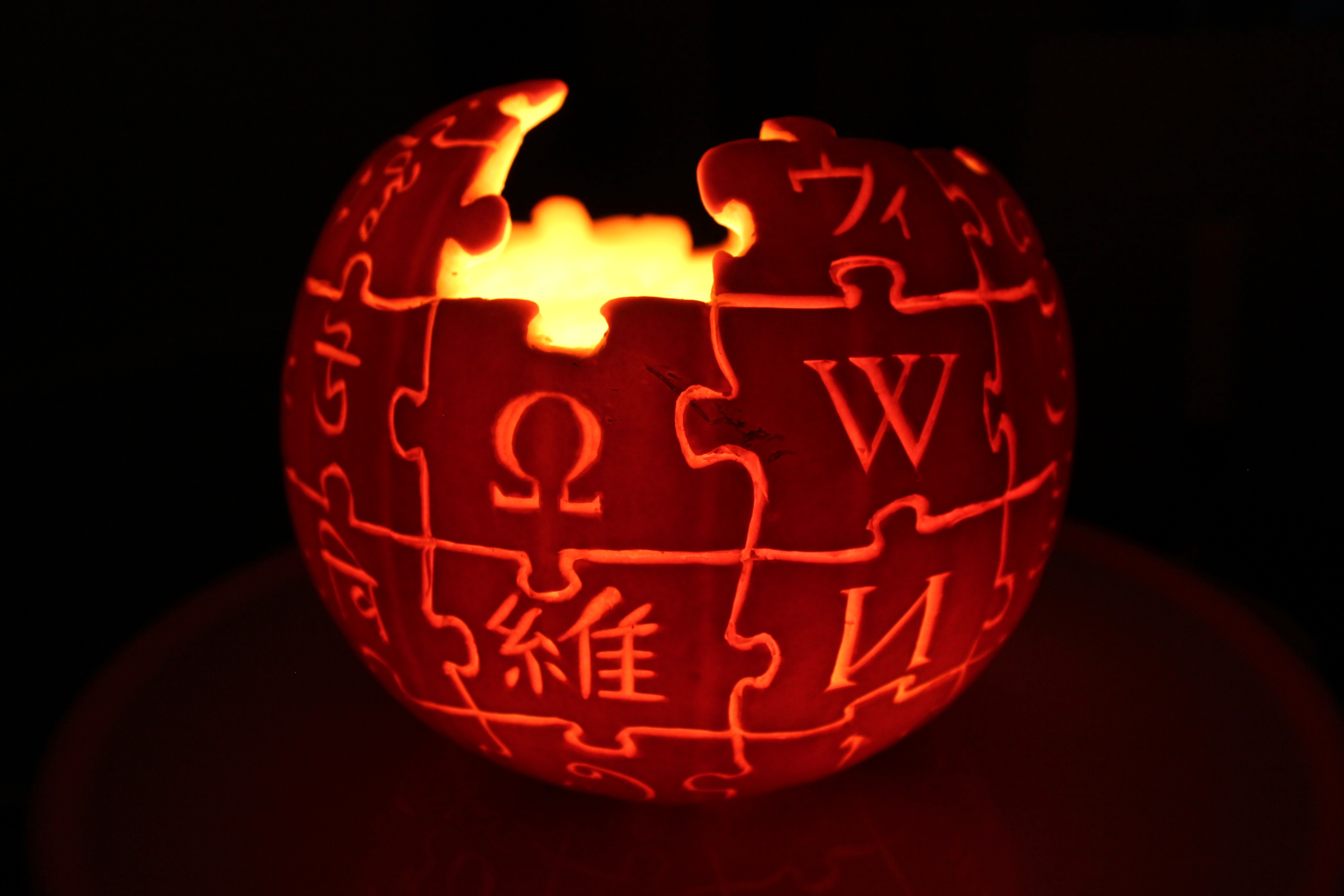
Logo de Wikipédia reproduit sur une citrouille et illuminé de l'intérieur.
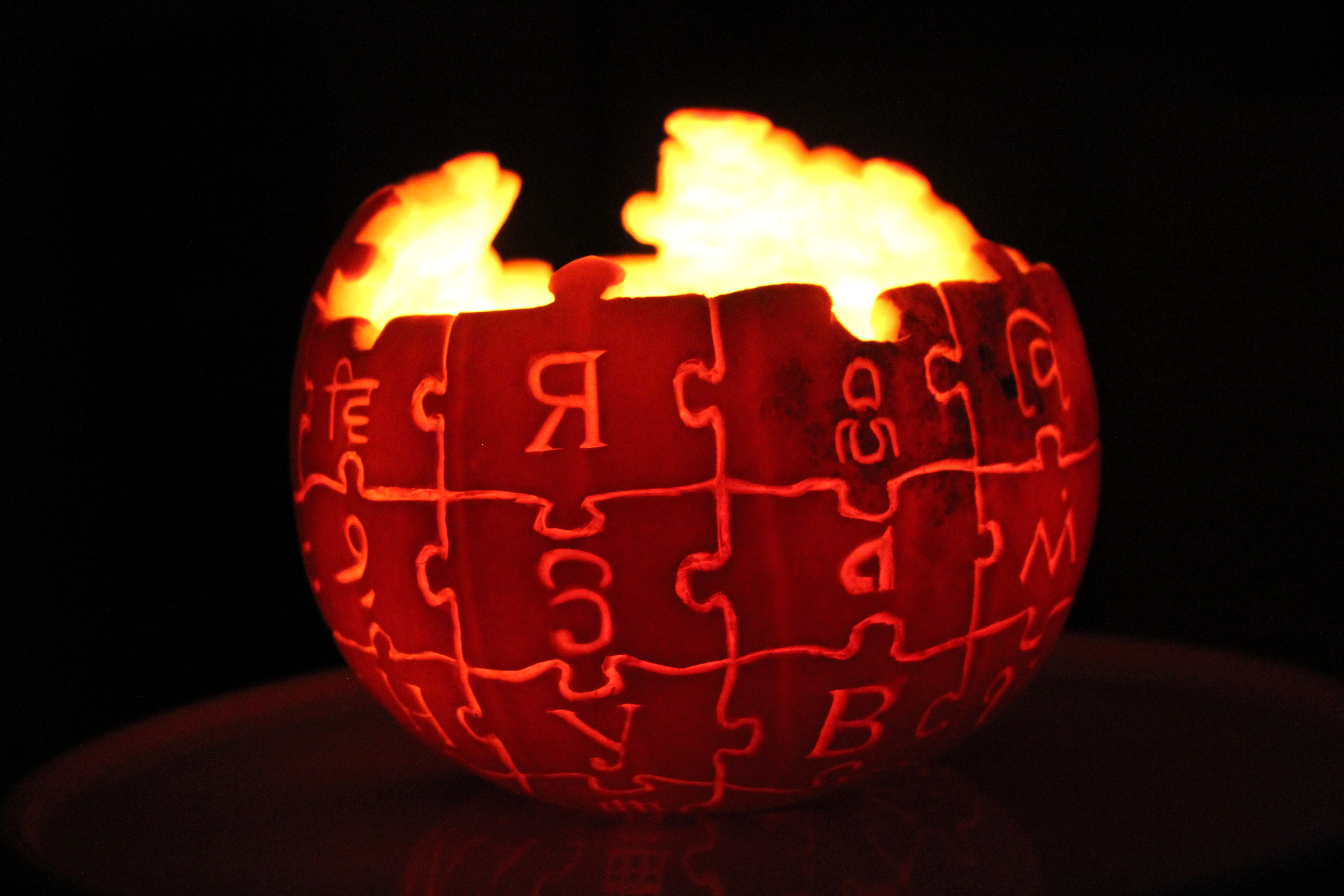
Autre côté de la « Pumpkipedia » représentant la face cachée du logo.
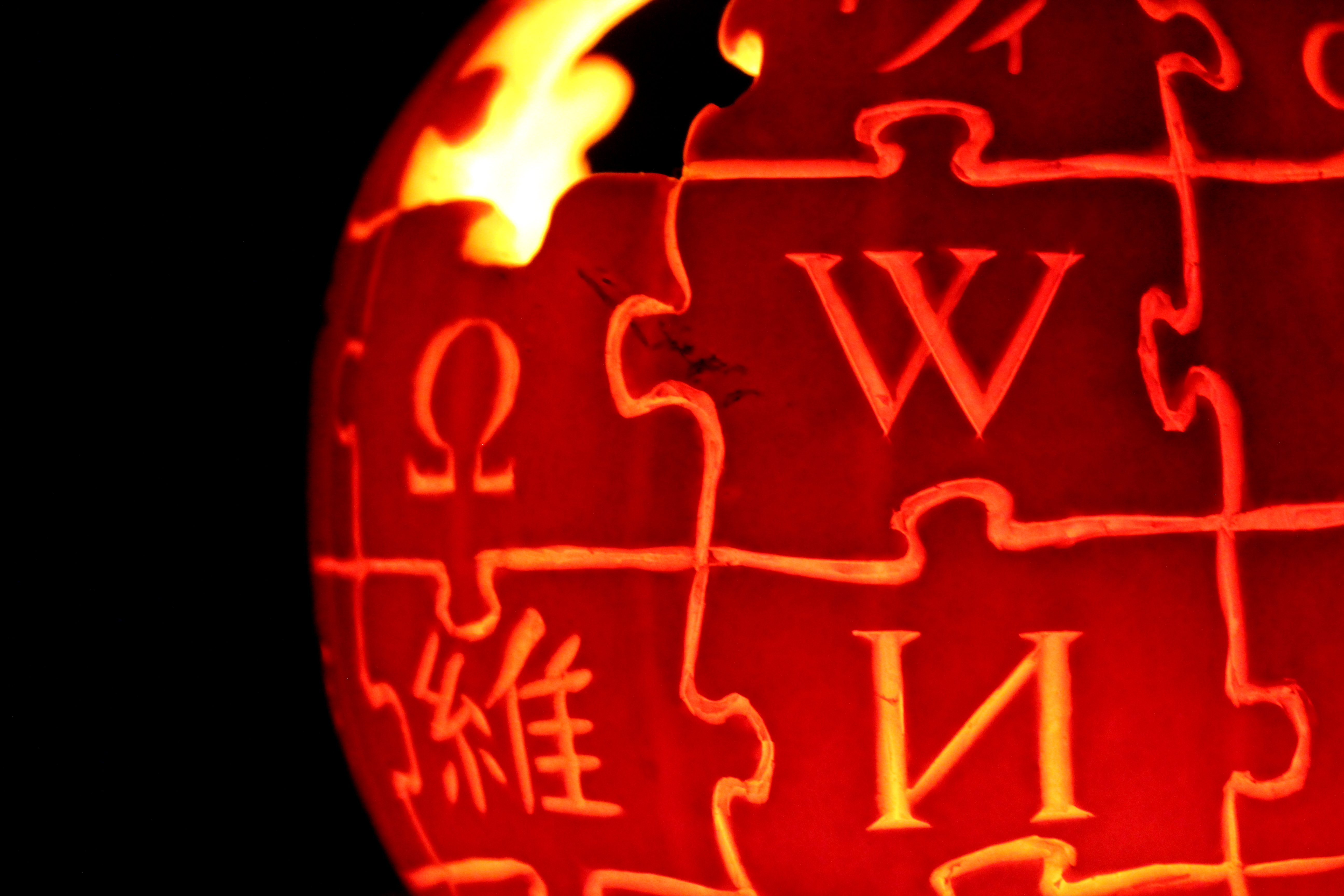
Détail de la « Pumpkipedia ».